# Diecezja Victoria w Teksasie
Diecezja Victoria w Teksasie (łac. Dioecesis Victoriensis in Texia, ang. Diocese of Victoria in Texas) jest diecezją Kościoła rzymskokatolickiego w metropolii Galveston-Houston w Stanach Zjednoczonych we wschodniej części stanu Teksas. 

## Historia
Diecezja została kanonicznie erygowana 13 kwietnia 1982 roku przez papieża Jana Pawła II. Wyodrębniono ją z diecezji Corpus Christi, Galveston-Houston i San Antonio. Pierwszym ordynariuszem został dotychczasowy biskup pomocniczy San Antonio Charles Grahmann (ur. 1931).

## Ordynariusze
- Charles Grahmann (1982–1989)
- David Fellhauer (1990–2015)
- Brendan Cahill (od 2015)